# Jablotron
JABLOTRON GROUP a.s. je česká skupina technologických firem s tradicí od roku 1990. Od svých počátků se zaměřuje především na zabezpečovací a komunikační systémy včetně navazujících bezpečnostních služeb a poskytuje tak řešení pro ochranu majetku, zdraví a bezpečí uživatelů. Největší společností skupiny je společnost JABLOTRON ALARMS a. s., která patří k nejvýznamnějším dodavatelům alarmů v ČR i ve světě. V posledních letech se Jablotron jako inovační lídr v oboru zaměřuje na rozvoj cloudových služeb a IoT aplikací. Nedílnou součástí aktivit skupiny jsou veřejně prospěšné projekty, iniciované podnikatelem, mecenášem, zakladatelem a majitelem JABLOTRON GROUP a.s., Daliborem Dědkem.

## Vize
Jablotron se od svého vzniku orientuje na vývoj vlastní elektroniky a na výzkum nových technologií. Krédem skupiny je kvalita, jednoduchost a srozumitelnost. Skupina chce transformovat dobré nápady do atraktivních produktů a služeb pro své zákazníky a partnery. JABLOTRON GROUP a.s. staví na férovém jednání, pozitivní motivaci zaměstnanců a partnerů a na velkých investicích do dalšího vývoje.

## Historie
V době svého vzniku v roce 1990 měl Jablotron s.r.o. jen pár zaměstnanců a věnoval se zakázkovému vývoji průmyslových aplikací výpočetní techniky. Pro nestabilitu zakázek v tomto odvětví přešla firma během prvního roku existence k vývoji a výrobě vlastních produktů elektronického zabezpečení budov (elektronické zabezpečovací signalizace; EZS). Sortiment rozšiřovala také importem doplňků EZS přizpůsobených pro český trh. V roce 1991 společnost začala se školením partnerů, zaměřeným jak na montáž výrobků, tak i na to, jak začít úspěšně podnikat. 
Jablotron se už od prvních let věnoval systematickému budování prodejní sítě v ČR i v zahraničí. S růstem výroby a sortimentu rostla postupně i potřeba dostatečných prostor pro podnikání, Jablotron proto v roce 1998 vystavěl nový areál v ulici Pod Skalkou v Jablonci nad Nisou, kde má dodnes své hlavní sídlo.
V následujícím roce byl zaveden a certifikován systém managementu kvality dle ISO 9001, jež byl v roce 2002 rozšířen o certifikace dle ISO 13485 pro zdravotnické prostředky. Společnost je také držitelem certifikátu potvrzujícího zavedený systém managementu bezpečnosti informací dle ISO 27001:2014 pro cloudové služby. Interní systém řízení je průběžně zdokonalován a uzpůsobován aktuálnímu vývoji společnosti.
Důležitým milníkem v historii firmy bylo inovativní řešení v oblasti komunikace. Jablotron začal využívat GSM komunikátor nejen pro přenos poplachových hlášení, ale umístil ho také do velkého stolního telefonu, který zpopularizovala televize CNN.
S rozšiřováním portfolia produktů a služeb se rozrůstala i síť dceřiných společností. V roce 2005 byly založeny další dvě: JabloPCB, s.r.o., která je hlavně dodavatelem technologických výrobních operací (osazování, pájení a kontrola desek plošných spojů elektroniky) a JabloCom, s.r.o., která se specializuje na výzkum a vývoj v oblasti komunikačních prostředků a GSM technologií včetně výroby "obřích mobilů".
V roce 2008 došlo k rozdělení společnosti Jablotron s.r.o. – jejím odštěpením vznikla společnost JABLOTRON ALARMS a.s. Dynamický rozvoj v následujících letech vyústil v roce 2015 v transformaci všech společností do holdingově řízené skupiny JABLOTRON GROUP a.s. V současné době[kdy?] je součástí skupiny JABLOTRON GROUP a.s. 15 společností, které zaměstnávají víc než 500 lidí. Roční obrat holdingu přesáhl v roce 2021 3,37 mld. Kč a jeho podstatná část je tvořena exportem prakticky do všech částí světa. V roce 2024 činil obrat společnosti 1,33 miliardy korun, zisk byl 298 milionů korun.
Velký průlom ve vývoji alarmů přinesl v roce 2012 nový systém JABLOTRON 100. Jeho předností je snadné ovládání, šetrná instalace, nadčasový design, multifunkční použití, variabilita a široké možnosti automatizace. JABLOTRON 100 chrání nejen před zloději, ale také před požárem, záplavou nebo únikem plynu a navíc dokáže ovládat topení nebo třeba otevřít garážová vrata. Systém je možné díky cloudové službě (bezplatné mobilní a webové aplikaci) ovládat vzdáleně pomocí chytrého telefonu nebo počítače.
Na podzim roku 2019 vyšla nová řada alarmů Jablotron 100+, která disponuje možností připojit téměř dva krát více detektorů, naučit dva krát více uživatelů o proti řadě předešlé a mnohé další.

### Nejdůležitější milníky JABLOTRON GROUP
| 12/1990 | Založení Jablotron s.r.o. |
| 01/1991 | První zabezpečovací ústředna CJ-91 |
| 04/1994 | První zabezpečovací systém JA-50 |
| 05/1993 | Otevření pobočky na Tchaj-wanu |
| 10/1995 | První autoalarmy na trhu |
| 03/1996 | Založení firmy Jablotron Slovakia |
| 02/1997 | Zahájení prodeje systému JA-60 (Profi) |
| 06/1998 | Jablotron jako první výrobce alarmů zavedl GSM komunikaci |
| 05/2002 | Monitor dechu kojenců Nanny (BM-01, později BM-02) |
| 11/2004 | Vznik Maximobilu, který proslavila reportáž na CNN |
| 07/2005 | Založení dceřiné firmy JabloPCB |
| 08/2005 | Založení dceřiné firmy JABLOCOM, která přebírá prodej Maximobilu a vývoj jeho nástupců                                                                                            |
| 10/2007 | Zahájení prodeje systému JA-80 (OASiS) |
| 08/2008 | Vznik JABLOTRON ALARMS a.s. a holdingové struktury. Jablotron s.r.o. zůstává jako mateřská firma v pozadí skupiny a veškerý vývoj a prodej alarmů přebírá nová akciová společnost |
| 07/2009 | Jablotron uvádí na trh pohybový detektor se zabudovanou kamerou |
| 11/2009 | Jablotron do nabídky zavádí unikátní GSM kameru EYE-02 vyvinutou firmou JABLOCOM                                                                                                  |
| 03/2010 | Zahájení prodeje GSM Mini Alarmu AZOR |
| 06/2010 | Vznik společnosti JabloNET s.r.o. a rozvoj SW pro monitorovací centra (PCO) |
| 11/2011 | Vznikem JABLOTRON SECURITY a.s. (fúzí JABLOSEC s.r.o. a SV-AGENCY) dokončen přerod do jednoho moderního poskytovatele bezpečnostních služeb                                       |
| 02/2012 | Uvedení na trh revolučního systému JA-100 |
| 04/2012 | Otevření největšího a nejmodernějšího monitorovacího centra v ČR v Praze na Chodově                                                                                               |
| 05/2012 | Vznik dceřiné firmy Zásahová služba s.r.o. a projektu KRUH, díky kterému Jablotron nabízí kompletní řešení: alarm – odborná instalace – dohled – zásah                            |
| 08/2013 | Finalizace spolupráce s CERN a ÚTEF ČVUT Praha a zahájení prodeje unikátní částicové kamery MX-10 – výukové sady pro jadernou fyziku na SŠ A VŠ.                                  |
| 10/2014 | Založení dceřiných společností JABLOTRON PROJECTS s.r.o. a JABLOTRON PARTNERS s.r.o.                                                                                              |
| 04/2015 | Založení firmy JAC Iberia – pilotní projekt Jablotron Centres – zahraničních zastoupení                                                                                           |
| 05/2015 | Vznik JABLOTRON GROUP a.s. jako zastřešující společnosti skupiny, která přebírá úlohu původní Jablotron s.r.o.                                                                    |
| 09/2015 | Otevření Domova pro seniory U Přehrady |
| 01/2016 | Zahájení činnosti Nadace JABLOTRON |
| 07/2017 | Prodej podílu JABLOCOMu |
| 01/2019 | Nová firma ve skupině: JABLOTRON CLOUD Services s. r. o. |
| 01/2019 | Zahájení prodeje vylepšeného systému JABLOTRON 100+ |
| 01/2020 | Nová firma ve skupině: JABLOTRON CONTROLS |
| 11/2023 | Přejmenování firmy JabloPCB na JABLOTRON PCB Assembly s. r. o. |

## Firmy
| Společnost                         | Obor                                         | Sídlo              | Rok založení                 | CEO                |
| ---------------------------------- | -------------------------------------------- | ------------------ | ---------------------------- | ------------------ |
| JABLOTRON GROUP A. S.              | Technologie a služby                         | Jablonec nad Nisou | 1990                         | Tomáš Pilc         |
| JABLOTRON Slovakia s.r.o.          | Alarmy, technologie budov - Slovensko        | Žilina (SK)        | 1996                         | Štefan Vereb       |
| JABLOTRON PCB Assembly s.r.o.      | Zakázková výroba elektroniky                 | Jablonec nad Nisou | 2005                         | Drahomír Procházka |
| JABLOTRON ALARMS a.s.              | Alarmy, technologie budov                    | Jablonec nad Nisou | 2008                         | Václav Kraus       |
| JABLOTRON SECURITY a.s.            | Bezpečnostní centrum (PCO)                   | Praha              | 2008                         | Michal Skála       |
| JABLONET s.r.o.                    | Software a služby pro PCO                    | Jablonec nad Nisou | 2009                         | Aleš Polák         |
| Zásahová služba s.r.o.             | Projekt KRUH                                 | Praha              | 2012                         | Daniel Rezek       |
| JABLOTRON PARTNERS s.r.o.          | Perspektivní obchodní partnerství            | Jablonec nad Nisou | 2015                         | Tomáš Pilc         |
| JABLOTRON FACILITY s.r.o.          | Nemovitosti, správa, investice               | Jablonec nad Nisou | 2015                         | Vladimír Stanislav |
| LOGIC ELEMENTS s.r.o.              | Vývojová laboratoř HW/SW                     | Plzeň              | součást skupiny od roku 2015 | Jan Bartovský      |
| TECH FASS s.r.o.                   | Přístupové a identifikační systémy           | Praha              | součást skupiny od roku 2015 | Adam Jánský        |
| JABLOTRON LIVING TECHNOLOGY s.r.o. | Rekuperační jednotky, systémy větrání        | Holešov            | součást skupiny od roku 2015 | Roman Šalamoun     |
| Nadace JABLOTRON                   | Veřejně prospěšné aktivity                   | Jablonec nad Nisou | 2015                         | Dalibor Dědek      |
| LEANCAT s.r.o.                     | Vodíkové palivové články                     | Jablonec nad Nisou | 2016                         | Vladimír Matolín   |
| JABLOTRON CLOUD Services s.r.o.    | Vývoj a provoz IoT platformy                 | Jablonec nad Nisou | 2019                         | Ladislav Novák     |
| JABLOTRON CONTROLS s.r.o.          | Systémy pro kontrolu vnitřního klimatu budov | Jablonec nad Nisou | 2020                         | Jaroslav Balatka   |

## Produkty
- Alarmy:
  - domovní alarmy
  - autoalarmy a příslušenství
  - bezpečnostní GSM kamery
  - monitor kojeneckého dechu
- Bezpečnostní centrum
- Technologie budov
- Chytré stolní telefony
- Domovní zvonky

## Veřejně prospěšné aktivity

### Firemní dárcovství
V lednu 2016 založila JABLOTRON GROUP a.s. Nadaci Jablotron, která navazuje na více než dvacetileté dárcovské aktivity firem skupiny Jablotron. Za dobu svého působení společnosti skupiny podpořily projekty za více než 200 milionů korun. Mezi podporované oblasti patří správa a ochrana unikátních celků krajin, regionální rozvoj Jablonecka, podpora vzdělávání, vědy a výzkumu, podpora občanské společnosti či pomoc lidem v nouzi. Společnost rovněž podporovala rekonstrukci objektu bývalé bižuterie na Domov pro seniory U Přehrady.

### Mezinárodní spolupráce
Jablotron ve spolupráci s Evropským centrem pro jaderný výzkum (CERN) a ČVUT v Praze vyvinul pomůcku pro výuku jaderné fyziky - částicovou kameru MX-10, jejíž hlavní výhodou je okamžitá vizualizace jinak neviditelného záření. Spolu s přístrojem je dodáván specializovaný software Pixelman©, který nabízí rozhraní jak pro odborníky na částicovou fyziku, tak i pro studenty a učitele fyziky na středních či vysokých školách.

## Odborná ocenění
- ELO SYS Trenčín 2012 - Nejúspěšnější exponát
- Pragoalarm 2012 – Grand Prix
- MIPS Moskva 2012 – Nejlepší inovativní produkt
- IF SEC Birmingham 2012 – Finalisti více kategorií
- CONECO Bratislava 2014 – Novinka veletrhu
- AMPER Brno 2014 – Čestné uznání

## Další ocenění
- 1. místo v žebříčku CZECH TOP 100 v kategorii Elektrotechnika, elektronika a optika [zdroj?]
- Nejobdivovanější firma Libereckého kraje
- 1. místo v kategorii Progresivní zaměstnavatel roku 2015 do 500 zaměstnanců